# Aedes mutilus
Aedes mutilus är en tvåvingeart som beskrevs av Edwards 1936. Aedes mutilus ingår i släktet Aedes och familjen stickmyggor. Inga underarter finns listade i Catalogue of Life.